# La Bella y la Bestia (película de 1978)
La Bella y la Bestia (en checo, literalmente "La Doncella y el Monstruo") es una película de terror y fantasía oscura checoslovaca de 1978 dirigida por el director de cine eslovaco Juraj Herz.  
La película es una nueva versión del cuento clásico La Bella y la Bestia, que destaca por su atmósfera de temor y el inusual aspecto de la Bestia como un ave rapaz.
Por su dirección, Herz recibió la Medalla Sitges en Oro de Ley en el Festival de Cine de Sitges en 1979. 

## Trama
Circulan rumores de que en el bosque Negro vive un monstruo feroz que mata y devora animales y viajeros. Pocos se atreven a adentrarse en él.
Un comerciante viudo que vive con sus tres hijas, Malinka, Gabinka y Julinka, se ha arruinado por la pérdida en el bosque de la caravana con sus productos, y vende sus últimas pertenencias; para poder casar a las mayores adecuadamente, decide vender el retrato de su difunta esposa. En el camino, su caballo muere en el bosque y perdido, llega a un solitario y abandonado castillo ruinoso. Alguien le invita a carne asada y vino e incluso deja gran cantidad de dinero y preciosas joyas a cambio del retrato que el comerciante pretendía vender. Contento, da las gracias y se apresura a regresar a casa, pero en el jardín coge una rosa blanca para Julie, la más joven de sus hijas. De inmediato, una pesada garra se posa en su hombro y una voz irritada dice que se equivocó siendo hospitalario con él y que debería haber dejado que lo destrozaran los lobos en el bosque. El comerciante se da la vuelta asustado y ve con horror a quien tiene delante, que lo condena a morir por haber cogido la rosa sin permiso. Él explica que era para su hija menor y pide poder ir con ellas a despedirse y arreglar sus asuntos, antes de morir. El monstruo lo deja partir a condición de que regrese él o una de ellas por propia voluntad. 
En casa las jóvenes se alegran al ver la fortuna que ha recobrado, pero finalmente él confiesa a cambio de qué. Julie es la única de las tres hijas que decide salvar la vida de su padre y parte a caballo de inmediato. 
Mientras espera, el monstruo observa el retrato de la madre de la joven, con quien Julie tiene gran parecido. De repente, una voz interior le dice que debe ser despiadado. Él grita: "¡Silencio!" y luego desgarra el retrato. En ese momento, Julie llega al inquietante castillo. Después de beber vino en el que los sirvientes de la Bestia (pequeños demonios oscuros) mezclaron un somnífero, cae inconsciente. Mientras sueña con un príncipe, el monstruo aparece y rodea su cuello con sus garras. No tiene ningún reparo en matar a Julie, pero su belleza le impide hacerlo y sale corriendo del castillo. Tiene piernas y brazos, pero de cintura para arriba está cubierto de plumas, con garras en lugar de manos y su cabeza es la de un ave rapaz de pico ganchudo y afilado. Su voz interior le exige que la mate, o ella lo destruirá. Incapaz de controlar su sed de sangre, la Bestia monta en su caballo y sale a cazar. Es un excelente cazador de ciervos, a los que destroza con sus garras. De regreso, vuelve a luchar con su voz interior y, de mala gana, acepta matar a la joven esa noche.
Pero, mientras habla con la muchacha, se sorprende al darse cuenta de que su padre no le habló de su apariencia. Ella piensa que es una persona común, solo un poco extraño. La Bestia prohíbe a Julie darse la vuelta y mirarlo. Después se va, dejándola con vida, prometiendo venir a verla todas las noches.
A medida que ha pasado el tiempo, casi un año, la Bestia se ha ido enamorando poco a poco de ella, con lo que sufre un gran tormento, ya que su voz interior le recuerda constantemente su aspecto y que, tan pronto como le vea, lo rechazará. Pero Julie también se ha acostumbrado a él y su presencia, le gusta su voz, sus palabras, y empieza a comprender que lo ama. Esa noche, tiene la idea de colocar un espejo en la tapa de su clavicordio, y así ver en el reflejo al dueño del castillo. Pero finalmente, desiste. Así se lo comunica a él cuando entra, y le explica que teme estar sola y que la voz de su anfitrión sea nada más que su imaginación. A pesar de su generosidad, nunca cena con ella, así que Julie insiste en que tome al menos una copa de vino. De pie detrás de ella, accede finalmente a cogerla. Al pasarle la copa, ella agarra su mano. Aturdido, se suelta y corre a su habitación. Allí contempla sus manos humanas, dándose cuenta de que la parte superior de su cuerpo, excepto la cabeza, también lo es. La voz interior, maliciosamente, le informa que ahora es algo incomprensible, ni pájaro, ni bestia, ni hombre, y que con esas manos ya no puede cazar y morirá de hambre.
A la mañana siguiente, cambiando su costumbre de ir a verla por la tarde, visita a Julie temprano, y le declara su amor diciendo: "Una mujer es capaz de embellecer al hombre que ama". Julie le pide ver su rostro, pero de nuevo se niega. Entonces ella decide utilizar el espejo, y al ver su reflejo, grita de horror. El monstruo se retira, diciendo que la ama pero no es digno de ella, y que no volverá a verle.
Ella le exige que se quede y le reprocha su cobardía, el no haberse abierto a ella, el mentirle todo el tiempo. Él le contesta que de haberse mostrado la primera noche, ella habría huido y habría tenido que matarla. Julie comienza a llorar, respondiendo que no cree lo que acaba de decir. Él repite que la ama. Ella le mira, pero, incapaz de soportar su apariencia, le pide que se vaya. Al salir, él le dice que a través de la puerta de la terraza, podrá regresar con su padre y él no se lo impedirá.
Por la noche, Julie entra por primera vez en la alcoba de la Bestia, ve muchos espejos rotos y encuentra el retrato de su madre rasgado. Entonces decide entrar por la puerta mágica. El monstruo, que la observa cerca, la ve marchar con nostalgia. Al verla, sus hermanas se sorprenden pues la creían muerta, y se asombran por su hermoso atuendo y joyas. Ella se los ofrece amablemente, pero sobre ellas se convierten en trapos (el vestido) y arcilla (el collar). El comerciante está feliz de su regreso.
En su casa, Julie se da cuenta de que está enamorada de la Bestia y no puede vivir sin él. Él también sufre sin ella. Además de no poder alimentarse ("con manos humanas no puedo ni matar un ternero"), sus sirvientes lo han abandonado y su voz interior lo mortifica, diciéndole constantemente que es ridículo ("Tienes ojos, pero nunca la verás. Tienes brazos, pero ¿a quién abrazarás con ellos?"). Desesperado, el monstruo intenta incendiar el castillo. Luego encuentra el retrato de la madre de Julie, intenta pegarlo, dice "La amo", y, agotado, cae inconsciente.
Incapaz de luchar contra sus sentimientos, Julie regresa al castillo, entra en la habitación de la Bestia y lo encuentra tendido. Ella corre a auxiliarlo, le pide que se recupere, afirmando que no le importa su apariencia. Llora y repite la frase: "Una mujer puede hacer hermoso al hombre que ama". Entonces él recupera la consciencia, con un aspecto completamente humano. La llama, "Julie", y ella le responde: "Es tu voz. Tus ojos. Sí, eres tú".

## Reparto
- Zdena Studenková como Julie
- Vlastimil Harapes como La Bestia
- Václav Voska como padre
- Jana Brejchová como Gábinka
- Zuzana Kocúriková como Málinka
- Marta Hrachovinová como La chica
- Vít Olmer como jinete
- Milan Hein como caballerizo

## Recepción
David Melville, de Senses of Cinema, escribió: "Panna a netvor tiene la capacidad de horrorizar de las mejores y peores maneras. Sin embargo, como cualquier cuento de hadas auténtico, es poco probable que deje a su público aburrido o indiferente". 